# Dover (Vermont)
Pour les articles homonymes, voir Dover.
La ville de Dover est située dans le comté de Windham, dans l’État du Vermont, aux États-Unis. Sa population s’élevait à 1 124 habitants lors du recensement de 2010, estimée à 1 108 habitants en 2014.

## Source
- (en) Cet article est partiellement ou en totalité issu de l’article de Wikipédia en anglais intitulé « Dover, Vermont » (voir la liste des auteurs).